# Льеж — Бастонь — Льеж 1975
61-й выпуск  Льеж — Бастонь — Льеж — шоссейной однодневной велогонки по дорогам Бельгии. Гонка прошла 20 апреля 1975 года в рамках Супер Престиж Перно. Победу в пятый раз одержал бельгийский велогонщик Эдди Меркс.

## Участники
| Профессиональные велокоманды (12)- Molteni-RYC - Peugeot-BP-Michelin - Carpenter-Confortluxe-Flandria - Maes Pils-Watney - Rokado - Gan-Mercier-Hutchinson - Brooklyn - TI-Raleigh - Gitane-Campagnolo - Super Ser - Alsaver-Jeunet-de Gribaldy - Frisol-G.B.C. |
| |

## Маршрут
Финиш гонки, который ранее был на велодроме Рокур, второй раз состоялся на бульваре де ла Совеньер.

## Ход гонки
Ближе к финишу в Льеже оторвалась группа из одиннадцати велогонщиков. В этой группе находились несколько фаворитов турнира, таких как чемпион мира Эдди Меркс, а также Бернар Тевене, Роже де Вламинк, Франс Вербек и Вальтер Годефрот. Меркс трижды пытался выбраться из группы, но тщетно. На бульваре де ла Совеньер атаку предпринял Тевене. Его обгоняет Эдди Меркс, который на две секунды опережает его на финише.
Эдди Меркс становится рекордсменом по победам в Льеж — Бастонь — Льеж, одержав пятую победу. Победа Меркса 1975 года — единственная, одержанная им на бульваре де ла Совеньер.
Из 145 стартовавших гонщиков финишировать смогли только 42.

## Результаты
| \| Генеральная классификация \| Генеральная классификация \| Генеральная классификация \| Генеральная классификация \| Генеральная классификация \| \| Гонщик \| Гонщик \| Команда \| Время \| \| \| ------------------------- \| ------------------------- \| ------------------------------ \| ------------------------- \| ------------------------- \| \| 1-й \| Эдди Меркс \| Molteni-RYC \| 6ч 27' 00 \| \| \| 2-й \| Бернар Тевене \| Peugeot-BP-Michelin \| + 2 \| \| \| 3-й \| Вальтер Годефрот \| Carpenter-Confortluxe-Flandria \| + 2 \| \| \| 4-й \| Франс Вербек \| Maes Pils-Watney \| + 15 \| \| \| 5-й \| Андре Дирикс \| Rokado \| + 15 \| \| \| 6-й \| Джерри Кнетеманн \| Gan-Mercier-Hutchinson \| + 15 \| \| \| 7-й \| Жан-Пьер Дангийом \| Peugeot-BP-Michelin \| + 15 \| \| \| 8-й \| Роже Де Вламинк \| Brooklyn \| + 15 \| \| \| 9-й \| Кристиан Сезнек \| Gan-Mercier-Hutchinson \| + 15 \| \| \| 10-й \| Владимиро Паницца \| Brooklyn \| + 15 \| \| |                   |                                |           |
| |                   |                                |           |
| Источник: ProCyclingStats |                   |                                |           |
| Генеральная классификация |                   |                                |           |
| Гонщик | Гонщик            | Команда                        | Время     |
| 1-й | Эдди Меркс        | Molteni-RYC                    | 6ч 27' 00 |
| 2-й | Бернар Тевене     | Peugeot-BP-Michelin            | + 2       |
| 3-й | Вальтер Годефрот  | Carpenter-Confortluxe-Flandria | + 2       |
| 4-й | Франс Вербек      | Maes Pils-Watney               | + 15      |
| 5-й | Андре Дирикс      | Rokado                         | + 15      |
| 6-й | Джерри Кнетеманн  | Gan-Mercier-Hutchinson         | + 15      |
| 7-й | Жан-Пьер Дангийом | Peugeot-BP-Michelin            | + 15      |
| 8-й | Роже Де Вламинк   | Brooklyn                       | + 15      |
| 9-й | Кристиан Сезнек   | Gan-Mercier-Hutchinson         | + 15      |
| 10-й | Владимиро Паницца | Brooklyn                       | + 15      |